# Gusow-Platkow
Gusow-Platkow es un municipio situado en el distrito de Märkisch-Oderland, en el estado federado de Brandeburgo (Alemania), a una altura de 12 metros. Su población a finales de 2016 era de 1200 habs. y su densidad poblacional, 33 hab/km².